# Kanał Karakumski
Kanał Karakumski (turkm.: Garagum kanaly; ros.: Каракумский канал, Karakumskij kanał; dawniej Kanał Karakumski im. W. Lenina, obecnie nazywany również Kanałem Turkmenbaszy) – kanał wodny w południowym Turkmenistanie, budowany w latach 1954–1988.
Kanał Karakumski łączy wody rzeki Amu-darii w południowo-wschodnim Turkmenistanie w okolicach miasta Atamyrat z wodami Morza Kaspijskiego w mieście Turkmenbaszy. Płynie przez południową część pustyni Kara-kum oraz u podnóża gór Kopet-dag i Wielki Bałchan. Kanał ma długość 1445 km i stanowi tym samym drugi pod względem długości kanał wodny na świecie. Jego przebieg w części zachodniej pokrywa się z biegiem Kolei Transkaspijskiej.
Kanał dostarcza rocznie 13 km³ wody, która służy nawadnianiu około 731 tys. ha gruntów rolnych, głównie pod bawełnę. Zaopatruje również w wodę kilka dużych miast turkmeńskich: stolicę Aszchabad oraz Mary i Tedżen. Jest kanałem żeglownym. Pływają nim barki motorowe o ładowności do 500 ton oraz niewielkie statki pasażerskie.
Kanał Karakumski był jednym z najważniejszych projektów hydrotechnicznych z czasów Związku Radzieckiego. Błędy w budowie sprawiają, że blisko połowa wody wycieka z kanału, doprowadzając do wzrostu zasolenia. Ponadto skierowanie części wód Amu-darii do kanału znacznie przyspieszyło zanikanie Jeziora Aralskiego.